# Willehalm

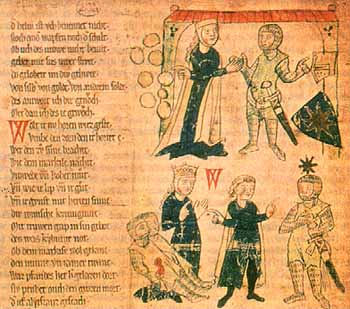
Willehalm-handschrift uit de eerste helft van de 13e eeuw (III,161,20 tot IV,162,15)

Willehalm is een gedicht in negen boeken van Wolfram von Eschenbach, dat hij in het tweede decennium van de 13e eeuw schreef, ná de Parzival.

## Verhaal

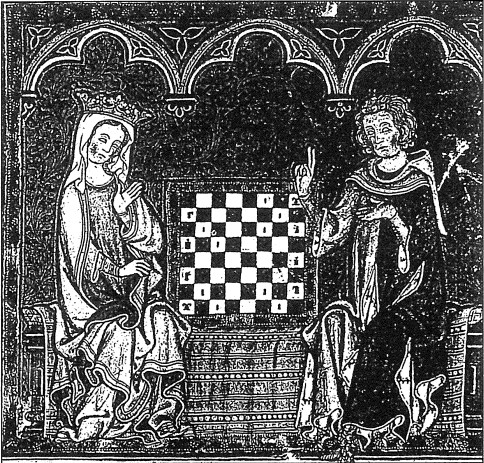
Willehalm en Arabel aan het schaken (1334), miniatuur uit het epos van Eschenbach

Wolframs gedicht gaat over Willehalm en zijn vrouw Arabel-Giburc (Orable-Guitburgi). Zij is een Arabische koningin, die haar man Tibalt verliet voor de christelijke Willehalm. Maar Tibalt laat het daar niet bij en arriveert met een groot leger, samen met zijn schoonvader koning Terramer en diens broer koning Arofel van Persia. Terramer (mogelijk van Outremer, ultra mare, 'van over zee') is de neef van Baligant en Tibalt is de neef van Marsilje (Marsilio) uit het Roelandslied. Uiteindelijk weet Willehalm zijn vrouw te redden en de Saracenen terug te drijven.

### Voorgeschiedenis
Nadat (volgens de cyclus Le Charroi de Nîmes) hij als een koopman verkleed met een wagen Nîmes heeft ingenomen, en er de koningen Harpin en Otran verslagen heeft, belandt Willehalm in een Arabische gevangenis. Sinagun, de koning van Bailie, neef van legeraanvoerder Halzebier, had Willehalm overwonnen en overgedragen aan Orable (later Giburc), koningin van Todjerne, Arabi en Arabie. Maar zij bevrijdt Willehalm, die de heidense talen spreekt, geeft hem Sinaguns wapenrusting en samen gaan ze naar christelijke landen. Haar echtgenoot Tibalt (koning van Arabi, Todjerne, Kler en Sibilje) en haar vader Terramer komen haar achterna.

### Eerste slag
De eerste slag wordt geleverd op het veld van Alischanz (Aliscans, Alyscamps) bij Arles. 'Monjoie!' is zijn strijdkreet en Schoiuse de naam van zijn zwaard. Joyeuse was het zwaard van Karel de Grote. Willehalm verliest zijn hele leger, acht edelen: Samson, Witschart en Gerart van Blayes, paltsgraaf Bertram, Gandin, Kibelin, Gaudiers van Toulouse en Hunas van Saintes, worden krijgsgevangen gemaakt en zijn neef Vivianz laat het leven. Vivianz was de zoon van Willehalms zuster, de echtgenote van Lodewijk de Vrome, maar opgevoed door Giburc. Willehalm overwint Arofel ('de man zonder blaam' en de leider van Terramers tien zonen: Fabors, Passigweiz, Malarz, Malatras, Karriax, Gloriax, Utreiz, Merabjax, Matreiz en Morgowanz) en hult zich in diens wapenrusting. Hij ruilt ook zijn paard Puzzat in voor Volatin, het paard van Arofel. Zo keert hij terug naar Orange, de stad waar Arabel-Giburc koningin is. Eerst herkent ze hem niet, later ziet ze zijn litteken over zijn neus (vandaar zijn naam 'Willehalm au court nez', Guillaume au Cornet). Hij zou deze wond niet bij de Moren hebben opgelopen, maar in dienst van Karel de Grote bij paus Leo III. Heel het leger van Terramer (koning van negen koninkrijken: Kordes, Gorgozane, Happe, Lumpin, Muntespir, Poye, Seblie, Suntin,Tenabri en heer en Beschermer van Baldac) komt nu naar Orange. Willehalm weet weg te komen om versterking te halen bij koning Lodewijk de Vrome en zijn zuster. Hij belooft op water en brood te leven zolang Giburc in gevaar is. In Orléans ontmoet Willehalm zijn broer Arnalt, graaf van Gironde, die hem vertelt van de festiviteiten aan het keizerlijke hof in Laon. Daar kan hij hulp vragen.

### Laon
Als Willehalm in Laon aankomt, is er niemand die hem groet of opvangt. Alleen de koopman Wimar biedt hem onderdak. De volgende dag gaat hij naar het hof en mengt zich tussen de edelen. Willehalm is woedend, omdat hij wordt genegeerd. De edelen zijn bang dat hij weer om een leger komt vragen. Dan komen zijn ouders Heimrich (Aymeri) en Prinses Irmschart (Ermengarde), van Pavia (Lombardije) met vier broers en 7000 ridders de zaal binnen. Zijn moeder wordt in Aymeri de Narbonne de dochter van Didier (Desiderius) en zuster van Boniface, koning van de Lombarden genoemd. Willehalm is daarom een prins. Hij had z'n familie al zeven jaar niet gezien. Willehalm begint te spreken en zegt tegen koning Lodewijk de Vrome dat die zijn kroon aan hem te danken heeft. Willehalm zorgde er destijds gewapenderhand voor dat de edelen Lodewijk als hun vorst erkenden. Zijn zuster, nu de koningin, zegt hardop dat ze hem liever als een dienaar ziet. Willehalm smijt haar kroon aan diggelen en trekt haar aan haar vlechten. Dan rent ze weg. Haar dochter Alize komt daarna om vergeving vragen en zus en broer verenigen zich weer. Prinses Irmschart van Pavia zegt toe haar zoon in deze moeilijke tijden met alle mogelijke hulp bij te staan. Tijdens het banket gaat Willehalm op de tafel staan om de koning nogmaals toe te spreken. Zo wil hij zich van diens steun vergewissen. Een groot leger verzamelt zich tien dagen later in Orleans.

### Tweede slag
Zijn vader Heimrich van Narbonne (in De historie vanden Vier Heemskinderen heet de vader van Willem van Oringen 'Amerijn van Nerboen') en zes broers, Bertram van Berbester, Buov van Commercey, Heimrich de Schetis (li caitis, 'de gevangene'), Arnalt van Girone, Bernart 'le fleuri' van Brabant en Gibert, zullen hem ook bijstaan. Zijn jongste broer Heimrich de Schetis is uit Venetië gekomen, waar hij de Venetianen heeft bijgestaan in hun strijd tegen de Patriarch van Aquileia (nova in Grado). Willehalm leerde in Laon de sterke reus Rennewart kennen, die later een broer van Arabel-Giburc blijkt te zijn. Rennewart komt uit Mecka, werd door kooplui in Persia gekocht en naar Laon gebracht. Er bloeit een liefde op tussen Rennewart en Alize. Rennewart strijdt voor Willehalm te voet met een enorme knuppel, beslagen met ijzeren banden. De heidense legermacht steekt Orange in brand en trekt zich terug bij Alischanz voor een tweede veldslag. De edelen van het christelijke leger verzamelen zich in het paleis Glorjet voor een gezamenlijk maal. Die nacht doodt Rennewart de chef-kok, omdat die zijn bakkebaarden verbrandde. Giburc spreekt de volgende morgen met hem en geeft hem Sinaguns wapenrusting. Dan gaat het leger op weg richting zee. Ditmaal behaalt Willehalm de overwinning op de heidenen en bevrijdt hij de acht krijgsgevangenen. De heidenen mogen terugkeren naar hun landen van overzee met hun gebalsemde doden.